# Hipparchia occelarum
Hipparchia occelarum är en fjärilsart som beskrevs av Santos 1896. Hipparchia occelarum ingår i släktet Hipparchia och familjen praktfjärilar. Inga underarter finns listade i Catalogue of Life.